# Renato de Melle
Renato de Melle, també Rinaldo del Mel, René del Mel o René del Melle, entre moltes altres variants, fou un músic francoflamenc de la segona meitat de segle xvi, nascut probablement a Lieja.
Ha estat confós per alguns historiadors amb Goudimel, anomenat pels italians Gaudio Mell i pretès mestre de Palestrina. Fou mestre de capella a Portugal, i després passà al servei del cardenal Gabriele Paleotti que, quan fou nomenat bisbe de Sabina, li confià la direcció de la seva capella.
Deixà 15 llibres de madrigals a tres, quatre, cinc i sis veus; cinc llibres de motets a cinc, sis, vuit i dotze veus (Venècia, 1592-95). També quedaren de Melle moltes composicions inèdites.